# بناي بريث
بناي بريث الدولية (عبرية: בני ברית، أبناء العهد)، هي أقدم منظمة خدمات يهودية في العالم. تقول بناي بريث أنها ملتزمة بأمن واستمرارية الشعب اليهودي ودولة إسرائيل ومكافحة معاداة السامية والتعصب الأعمى. وتتمثل مهمتها بتوحيد أتباع الدين اليهودي، وتعزيز الهوية اليهودية من خلال تعزيز الحياة الأسرية اليهودية، لتقديم الخدمات على نطاق واسع لصالح كبار السن من المواطنين، وتيسيراً للدعوة والعمل بالنيابة عن اليهود في جميع أنحاء العالم.
على الرغم من أن الجذور التاريخية للمنظمة تنبع من النزل والوحدات الشقيقة في أواخر القرن العشرين، نظراً لانخفاض المنظمات الشقيقة في جميع أنحاء الولايات المتحدة، تطورت المنظمة إلى نظام مزدوج لكل من المساكن والوحدات. نمط العضوية بات أكثر شيوعاً للمنظمات المعاصرة الأخرى الأعضاء المنتسبة بالمساهمة، بالإضافة إلى أعضاء ذوي رسوم فع. قدرت المنظمة في السنوات الأخيرة، عدد أعضاءها وأنصارها بأكثر من 200,000 في أكثر من 50 بلداً، وميزانية قدرها 14,000,000 دولار. تكمن ما يقرب من 95 في المائة من عضويتها في الولايات المتحدة.
وتنتسب بناي بريث الدولية إلى المؤتمر اليهودي العالمي.

## روابط خارجية
- B'nai B'rith International
- B'nai B'rith Center for Human Rights and Public Policy
- BBYO, Washington, DC